# IEEE 802.11w-2009
IEEE 802.11w-2009 또는 IEEE 802.11w는 관리 프레임의 보안성을 향상시킨 IEEE 802.11의 수정판이다.

## 보호 관리 프레임
현재의 802.11 표준은 무선 연결의 관리와 제어를 위해 "frame"형을 정의한다.  IEEE 802.11w는 IEEE 802.11 계열의 표준을 위한 보호 관리 프레임 표준이다. TGw는 IEEE802.11 매체 접근 제어 계층을 개선하기 위해 작업한다. 이는 관리 프레임, 데이터 통합, 데이터 원본 보장 및 리플레이 보호를 가능케 해주는 메커니즘을 위한 데이터 기밀성을 제공하여 보안성을 높이는 것을 목표로 한다. IEEE 802.11r과 IEEE 802.11u와 상호 작용한다.

## 같이 보기
- IEEE 802.11i
- IEEE 802.11r
- IEEE 802.11u
- 윈도우 8